# Аркин, Давид Ефимович
Дави́д Ефи́мович А́ркин (21 января [2 февраля] 1899, Москва — 23 мая 1957, там же) — советский искусствовед, художественный критик, историк и теоретик архитектуры, изобразительного и декоративно-прикладного искусства.

## Биография
Родился 21 января (2 февраля) 1899 года в семье врача, психолога и педагога, впоследствии действительного члена Академии педагогических наук РСФСР Ефима Ароновича Аркина (1873—1948).
Учился в Московском университете (1916‒1922), окончил факультет общественных наук. Заведующий кафедрой художественной промышленности факультета литературы и искусства (1930—1931), в 1950-е годы — профессор кафедры теории и истории искусств исторического факультета.
С 1934 года профессор Московского архитектурного института, с 1953 года — профессор Московского высшего художественно-промышленного училища. 
Был ответственным редактором издания: Архитектурный архив (М.: Изд-во Акад. архитектуры СССР, 1946).
Первоначально был близок к концепциям производственного искусства; в 1930-х годах перешёл к более традиционному историко-стилистическому анализу. В его работах идейное содержание произведений искусства выявляется анализом их тектонического и пластического строя, выступал также пропагандистом современных ему технических и эстетических принципов архитектуры.
Был обвинён в космополитизме.
Жил в Москве в доме архитекторов на Ростовской набережной. Умер в Москве 23 мая 1957 года; похоронен на Введенском кладбище (семейное захоронение, уч. 1).

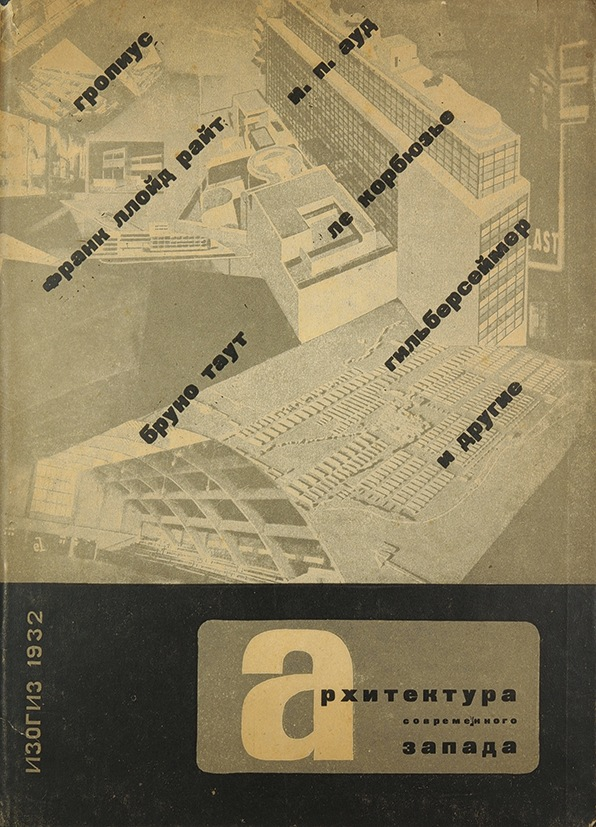
Архитектура современного запада (1932). Автор обложки Э. Лисицкий